# Cartilagem costal

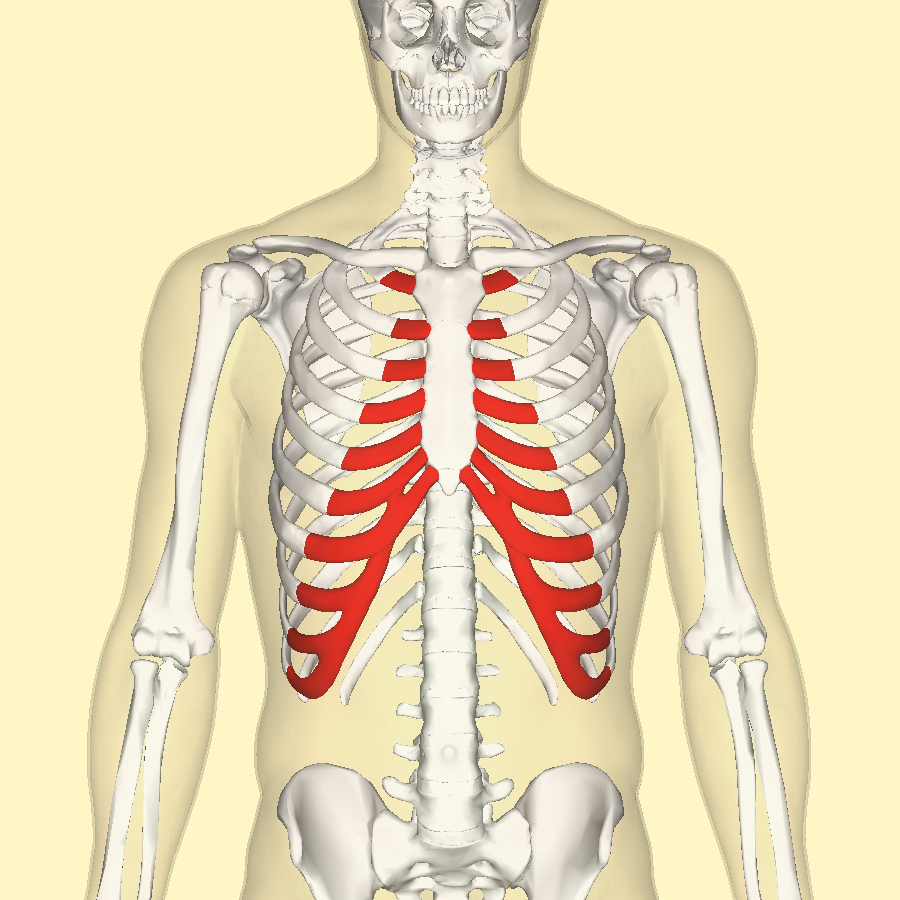
Cartilagens costais a vermelho

Cartilagens costais são as cartilagens hialinas que unem as costelas ao osso esterno.